# Дімітрі Аракішвілі
Дімі́трі (Дмитро́) Гна́тович Аракішві́лі (Аракчієв; 23 лютого 1873, Владикавказ — 13 серпня 1953, Тбілісі) — грузинський радянський композитор, музичний педагог, музично-громадський діяч, музикознавець-етнограф; доктор мистецтвознавчих наук з 1943 року, академік Академії наук Грузинської РСР з 1950 року.

## Життєпис
Народився 11 [23] лютого 1873 року в місті Владикавказі (нині Північна Осетія, Росія) у селянській сім'ї. У дитинстві познайомився з нотною грамотою, виступаючи в церковному хорі. Азами теорії музики опанував самостійно. У 1893 році, проживаючи в Катеринодарі, опублікував свій перший твір для фортепіано — «Грузинський танець». У 1894 році переїхав до Москви, де вступив до Музично-драматичного училища Московського філармонічного товариства, яке закінчив 1901 року. Навчався композиції в Олександра Ільїнського, диригуванню — у Віллема Кеса, теоретичні предмети вивчав у Семена Круглікова.
З 1902 по 1918 жив в Москві, працював викладачем співу в школах. Водночас у 1906—1907 роках викладав теорію музики в організованій за його участю Народній консерваторії, у 1908—1911 роках — в безплатних музичних класах, створених ним в Арбатському районі Москви. 1908 року заснував журнал «Музика і життя» і був його редактором до 1912 року. Упродовж 1910—1911 років удосконавлювався в композиції у Олександра Гречанінова. Займався в Московському археологічному інституті, який закінчив у 1917 році із золотою медаллю.
З 1918 року жив і працював у Тифлісі, де протягом 1918—1921 років обіймав посаду директора Філармонічного суспільства, викладав у музичному училищі. Також з 1918 року — професор Тифліської консерваторії (викладав предмети: історія музики, теоретичні предмети, грузинська народна творчість). У 1921 році організував другу консерваторію (після 1923 об'єдналася з Тифліською консерваторією). У 1926—1929 роках — директор консерваторії і декан композиторського факультету. Протягом 1932—1934 років очолював Спілку композиторів Грузії, був її першим головою.
Помер в Тбілісі 13 серпня 1953 року, де і похований на Дідубійському пантеоні.

## Творчість, наукова і громадська діяльність
З 1897 року виступав у російській і грузинській пресі з питань музики. 1901 року став членом Музично-етнографічної комісії при Московському університеті, у Працях якої у 1914 році помістив 14 обробок грузинських народних пісень (всього опублікував понад 500 зразків грузинських
вокальних та інструментальних народних мелодій).
У 1901 році здійснив поїздку по Грузії для вивчення і запису народної музичної творчості (в 1902, 1904 і 1908 повторно брав участь в музично-етнографічних експедиціях по Західній і Східній Грузії). З 1907 року — член московського Грузинського товариства літератури і мистецтва. У 1910 році на 3-му Всеросійському з'їзді хорових діячів виступив з доповіддю про організацію «Вільних консерваторій».
Як музичний вчений-фольклорист відкрив специфічні риси стилістики грузинської народної пісні. В історію радянської музичної культури увійшов як один з основоположників професійної грузинської музики, як автор перших національних симфонічних творів великої форми, творець класичної грузинської романсної лірики. Серед творів:
- симфонічна картина «Гімн Ормузду, або Серед сазандрів» (1911)[7];
- опера «Сказання про Шота Руставелі» (1919; перша грузинська опера, поставлена на професійній сцені), опера «Життя — радість» («Динара», 1927; обидві поставлені в Грузинському театрі опери та балету), перша дія опери «Нестан» (1936);
- три симфонії (1 — 1932; II — з хором, 1942; III — «Батьківщина і перемога», з хором, 1951);
- поеми «Гімн Ормузду» (1911) і «Гімн нового Сходу» (1933);
- музика до кінофільму «Щит Джургая»;
- анданте для квартету (1948);
- п'єси для фортепіано, в тому числі 7 кавказьких танців;
- понад  80 романсів, в тому числі на тексти Олександра Пушкіна («На пагорбах Грузії», «Не співай, красуне, при мені»), Афанасія Фета («Тиха зіркова ніч», «У руці з тамбурином»), Хафіза («Стрепенуйся, змахни крилами»), Кучішвілі («Північ глуха», «Завечоріє», «Про аробну» — про образи старого грузинського села)[7] та інших авторів («Я чекаю на тебе», «У царство троянди та вина», «З Гафіза», «У село», «Зустріч», «Прилети, моя касатка»);
- пісні, присвячені темі соціалістичної праці: «Нова аробна», «Радію», «Полудень на заводі», «Трудова пісня» та інші[7];
- хори, в тому числі грузинські пісні (видано 1940 року).

Автор книг, статей, нарисів тощо, зокрема:
- «Короткий нарис розвитку грузинської, карталино-кахетинської народної пісні», Москва (1905);
- «Народна пісня Західної Грузії (Імеретії)», Москва (1908);
- «Грузинська народна пісенна творчість», Москва (1916);
- «Короткий історичний огляд, грузинської музики» (1940);
- «Огляд народної пісні Східної Грузії» (1948).

## Відзнаки
- Нагороджений орденами «Знак Пошани» (1937), трьома Трудового Червоного Прапора (1946, 1947, 1953), медалями СРСР;
- Золота та срібна медалі Товариства любителів природознавства, антропології та етнографії при Московському університеті (за праці зі збирання і вивчення музичного фольклору Грузії — записав понад 400 пісень);
- Народний артист Грузинської РСР (1929);
- Сталінська премія І ступеня (1950; за музику до кінофільму «Щит Джургая»)[4].

## Вшанування
У Тбілісі у 1953 році на честь композитора названо вулицю.